# Varga István (teológus, 1942)
Varga István (Nagykapornak, 1942. március 2.) magyar teológus, hittudományi főiskolai rektor, érseki bírósági helynök.

## Élete
Érettségi után Kaposvárott folytatott papi tanulmányokat, melyek végén 1965. június 20-án szentelték pappá, ugyanott.
Papi pályáját káplánként kezdte, előbb Nagybajomban, majd Iszkázon, később Zircen, végül a veszprémi Regina Mundi plébánián. 1981-től 1983-ig ösztöndíjasként tanult tovább Rómában, majd hazatérve teológiai tanári állást kapott, Esztergomban, illetve Győrben; közben, 1986-ban püspöki tanácsosi címet is elnyert.
Első plébánosi kinevezését utolsó kápláni állomáshelyére, a veszprémi Regina Mundi plébániára kapta, ahol 1991 és 1994 között szolgált, kerületi esperesként, egyúttal tanítani kezdett a Veszprémi Hittudományi Főiskolán is. 1994-ben elnyerte a jásdi címzetes apát titulust is. 2006-tól az Érseki Bíróság helynökeként is tevékenykedik.
Pappá szentelésének 50. évfordulóját 2015. júniusában ünnepelte Veszprémben, az Árpád-házi Szent Margit-templomban, ahol az ünnepi beszédet dr. Pápai Lajos győri megyés püspök (egyben a veszprémi Regina Mundi plébánián plébánosi elődje) mondta.

## Kitüntetése
- A Magyar Érdemrend tisztikeresztje (2018)

## Oktatói tevékenysége
Varga István oktatóként doktori és PhD fokozattal rendelkezik, főiskolai tanárként az Érseki Hittudományi Főiskola teológia szakának szakvezetője, főállású oktató. 1991-től, tehát a megalakításának évétől fogva tanít a Veszprémi Hittudományi Főiskolán; 1994-től a Boldog Gizella Szeminárium rektora lett, 1996-ban pedig az Érseki Hittudományi Főiskola is rektorává választotta; tagja a Magyar Rektori Konferenciának is.
A teológiai szakon, a katekéta-lelkipásztori munkatárs szakon és a hittanár-nevelő tanár MA szakon is több tárgy oktatásában vállal szerepet. A főiskola mesterszakának megindítása az ő rektori időszakának legjelentősebb eredményei közé tartozik.
Oktatott tantárgyai az alábbiak
- Liturgika
- Lelkipásztori teológia
- Gyakorlati liturgika
- Pasztorálteológia
- Szakrális művészetek
- Homiletika
- Hagiografia
- Világvallások